# Athetis ectomelaena
Athetis ectomelaena là một loài bướm đêm trong họ Noctuidae.